# Carbonado (Java)
Carbonado foi originalmente desenvolvido para uso interno da Amazon.com, como uma revisão de um quadro mais cedo. Foi lançado como um projeto de código aberto, possuindo Licença Apache em outubro de 2006. Carbonado é um framework de mapeamento de banco de dados, escrito em Java. Ao invés de seguir um típico Mapeamento objeto-relacional, o modelo relacional é preservado, enquanto ainda está sendo orientado a objetos. Não estar preso a características específicas de SQL ou JDBC, Carbonado também suporta produtos de banco de dados NoSQL, tais como Berkeley DB. Ao fazê-lo, características relacionais, tais como consultas e índices são suportados, sem a sobrecarga de SQL.